# 新华乡 (宜章县)
新华乡原属湖南省宜章县下辖乡，2012年4月撤销。撤销前的行政区划代码431022211；下辖7行政村。撤销时，原新华乡所辖江厚、东山、老塘、吾作塘4个村划至里田乡，原所辖的汇溪、南塘门、巩桥3个村划至赤石乡管辖。